# Barreiras (Cabañas)
Barreiras (en gallego y oficialmente, As Barreiras) es un lugar de la parroquia de Laraxe en el municipio coruñés de Cabanas, en la comarca del Eume. Tenía 25 habitantes en 2020, según datos del INE, de los cuales 13 eran hombres y 12 eran mujeres.